# Ramón Castro Ruz
Ramón Eusebio Castro Ruz (Birán, 14 d'octubre de 1924 - l'Havana, 23 de febrer de 2016) va ser el germà major de Fidel i Raúl Castro, el primer dels fills d'Ángel Castro Argiz i Lina Ruz González. Era sobrenomenat Mongo Castro.
Ramón Castro va estudiar enginyeria agropecuària a la Universitat de l'Havana, i més tard va tornar a la granja familiar per administrar-la. L'any 1953 va estar empresonat per la dictadura de Fulgencio Batista. Després de ser alliberat, mentre Fidel i Raúl combatien a les muntanyes dirigint a la insurrecció del M-26-7, Ramón cuidava dels seus longeus pares i s'ocupava de les collites. Segons la biografia de Fidel Castro escrita per Jules Dubois el 1959, Ramón Castro va organitzar una cadena de rebels des de les ciutats a les muntanyes per aconseguir armes, municions, medicaments, subministraments i homes per ajudar els seus germans.
Malgrat no ser massa conegut a nivell internacional, va ser un dels membres fundadors del Partit Comunista de Cuba i va ser diputat de l'Assemblea Nacional.
En un temps en què la gasolina era difícil d'aconseguir, segons Dubois, els coneixements d'agricultura i enginyeria de Ramón li van permetre produir un combustible alcohòlic a força de sucre de canya i oli de ricino. Es deia que, jugant amb l'entrada d'aire en el carburador i tancant el estárter, va poder aconseguir que els vehicles revolucionaris funcionessin.
Va treballar com a assessor dels ministeris cubans d'Agricultura i del Sucre i per a altres tres ministeris. Va ser el màxim responsable de la política ramadera del Govern de Cuba, període en el qual va engegar un pla de desenvolupament lleter. Va ser director del Pla Especial Genètic de les Valls de Picada i va treballar en l'increment del desenvolupament ramader de la província de l'Havana.
Estava casat amb Aurora Castillo Valdivia, amb qui va tenir cinc fills. Abans de morir residia prop de l'Havana, en una finca on es dedicava a l'agricultura.